# Lighthouse X
Lighthouse X (ausgesprochen Lighthouse Ten) war eine dänische Boygroup. Sie hat Dänemark beim Eurovision Song Contest 2016 in Stockholm vertreten. Die Gruppe bestand aus den Sängern und Schauspielern Søren Bregendal, Martin Skriver und Johannes Nymark.

## Geschichte
Die Gruppe, bestehend aus Søren Bregendal, Johannes Nymark und Martin Skriver wurde 2012 gegründet. Die Gruppe nahm am 46. Dansk Melodi Grand Prix teil und erreichte zusammen mit Simone und Anja Nissen das dortige Superfinale, das die Gruppe mit 42 % der Anrufe gewann. Sie konnten sich allerdings für das Finale des Wettbewerbs des Eurovision Song Contests 2016 nicht qualifizieren. Am 16. August 2016 gaben die Mitglieder bekannt, von nun an getrennte Wege zu gehen.

## Diskografie

### EPs
- 2015: Lighthouse X

### Singles
- 2014: Kærligheden kalder
- 2015: Hjerteløst
- 2015: It’s a Brand New Day
- 2016: Soldiers of Love